# Ảnh khỏa thân nghệ thuật

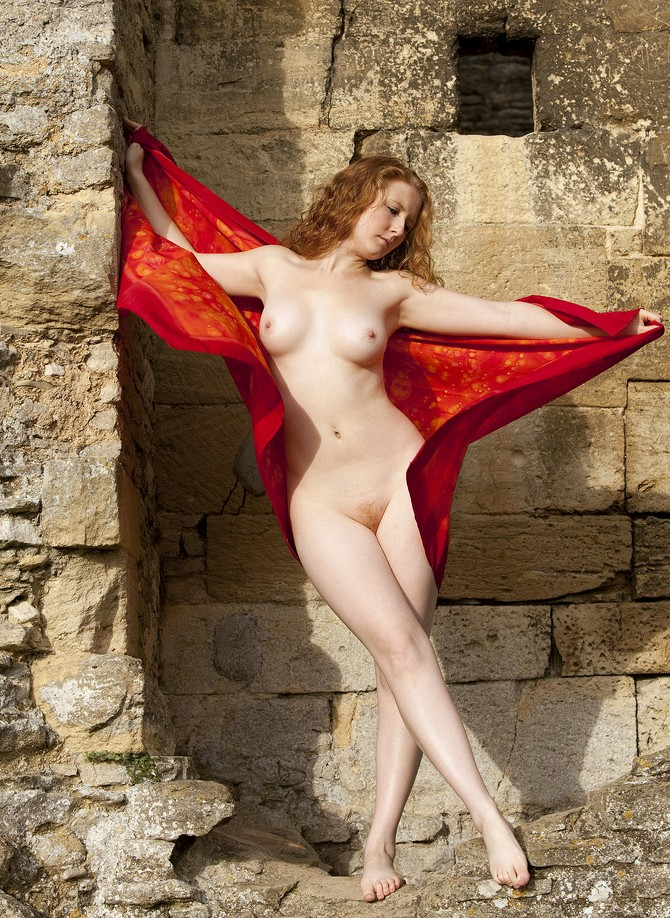
Ảnh khỏa thân nghệ thuật

Ảnh khỏa thân nghệ thuật là một thể loại nhiếp ảnh nghệ thuật mô tả cơ thể con người khỏa thân với sự nhấn mạnh vào hình thức, bố cục, nội dung cảm xúc và các phẩm chất thẩm mỹ khác. Khỏa thân đã là một chủ đề nổi bật của nhiếp ảnh kể từ khi được phát minh, và đóng một vai trò quan trọng trong việc thiết lập nhiếp ảnh như một phương tiện mỹ thuật. Sự khác biệt giữa nhiếp ảnh mỹ thuật và các thể loại phụ khác không phải là tuyệt đối, nhưng có những đặc điểm xác định nhất định.
Sở thích khiêu dâm, mặc dù thường xuất hiện, chỉ là thứ yếu, phân biệt nhiếp ảnh nghệ thuật với cả nhiếp ảnh quyến rũ, tập trung vào việc thể hiện đối tượng của bức ảnh theo cách hấp dẫn nhất, và nhiếp ảnh khiêu dâm, có mục đích chính là kích thích tình dục người xem. Ảnh nghệ thuật cũng không được chụp để phục vụ bất kỳ mục đích báo chí, khoa học hoặc thực tế nào khác. Sự khác biệt giữa những điều này không phải lúc nào cũng rõ ràng, và các nhiếp ảnh gia, cũng như với các nghệ sĩ khác, có xu hướng đưa ra trường hợp riêng của họ trong việc mô tả tác phẩm của họ, mặc dù người xem có thể có đánh giá khác.
Khỏa thân vẫn là một chủ đề gây tranh cãi trên tất cả các phương tiện truyền thông, nhưng hơn thế nữa với nhiếp ảnh do tính hiện thực vốn có của nó. Khỏa thân nam ít phổ biến hơn nữ và hiếm khi được trưng bày hoặc xuất bản. Việc sử dụng trẻ em làm đối tượng trong chụp ảnh khỏa thân đặc biệt gây tranh cãi.